# Hacine
Hacine (em árabe: حسين) é uma cidade e comuna localizada na província de Mascara, Argélia. Segundo o censo de 2008, a população total da cidade era de 10 473 habitantes.